# Ellen White
Ej att förväxla med den amerikanska författaren Ellen G. White (1827–1915).
Ellen Toni White, född 9 maj 1989 i Aylesbury, är en engelsk före detta fotbollsspelare som spelade som anfallare för Manchester City sist innan hon avslutade sin karriär efter ha vunnit em-guld med det engelska landslaget. Hon spelade även för det engelska landslaget. Ellen har gjort mest mål på damsidan för det engelska landslaget. 
I december 2013 skrev White på för Notts County efter några år med Arsenal LFC.
White är gift med Callum Convery.